# Hildebrand Oakes
Pour les articles homonymes, voir Oakes.
Hildebrand Oakes (né le 19 janvier 1754 à Exeter et mort le 9 septembre 1822 à Londres), 1er baronnet Oakes (en), est un général britannique, deputy Quartier-maître général en Corse en 1794, Quartier-maître général en Méditerranée en 1794 et Quartier-maître général en Portugal en 1796, lieutenant-gouverneur et commandant de Portsmouth en 1804, commander de la garnison de Malte en 1808, Commissaire civil de Malte (gouverneur) de 1810 à 1813 (où il démissionne en pleine épidémie de peste) et Lieutenant-General of the Ordnance (en) de 1814 à 1822.

## Sources
- (en) Cet article est partiellement ou en totalité issu de l’article de Wikipédia en anglais intitulé « Hildebrand Oakes » (voir la liste des auteurs).
- Oxford Dictionary of National Biography